# Isaiah Ross
Isaiah Ross (ur. 24 października 1996 w Davenport) – amerykański koszykarz, grający na pozycji rzucającego obrońcy, od 31 marca 2025 do 7 maja 2025 r. był zawodnikiem PGE Spójni Stargard.

## Życiorys
Isaiah Ross urodził się 24 października 1996 w Davenport w stanie Iowa. Amerykański koszykarz ma 28 lat i 192 cm. W latach 2016–2018 rozpoczął grać w lidze uniwersyteckiej w NCAA w drużynie UMKC Kangaroos oraz w latach 2019–2021 w Iona Gaels. Zagrał łącznie w 113 meczach, zdobywając łącznie 1288 punktów. Sezon w roku 2021 był najlepszym w jego wykonaniu – 18,4 punktu, 3,9 zbiórki oraz 1,4 asysty. Następnie w kolejnym sezonie grał na zapleczu NBA, gdzie dla Santa Cruz Warriors i Osceola Magic rozegrał łącznie 10 meczów – średnio 13 minut i 4,6 punktów (11/36 za 3) . 
W roku 2022 rozpoczął swoją karierę w Europie, w szwajcarskiej najwyższej klasie rozgrywkowej, gdzie dla Lugano Tigers w 25 meczach zdobywał średnio po 23 punkty, 4,3 zbiórki i 3,3 asysty. W maju 2023 roku zagrał w 3 spotkaniach we francuskim Chorale Roanne Basket zdobywając łącznie 8 punktów. Grał w KB Trepca Mitrovice (Kosowo), gdzie wystąpił tylko w sześciu ligowych i dwóch pucharowych meczach oraz w drugiej lidze greckiej A2, grając dla AE Psychiko Ateny. W sezonie 2024/2025 grał w dziewiątej drużynie ligi fińskiej Korislidze – BC Nokia, gdzie w 27 meczach spędzał na parkiecie średnio po 30 minut. Zdobywał 20,1 punktu. Miał też 3,9 zbiórki i 3,5 asysty. Isaiah Ross w 16 meczach zdobywał 20 lub więcej punktów. 19 marca 2025 zagrał ostatnie spotkanie w Finlandii, rzucając 28 punktów (9/19 z gry w tym 5/12 za trzy). 
3 kwietnia 2025 zadebiutował w stargardzkiej drużynie w meczu z Arką Gdynia, gdzie zagrał 19,56 minut i na 8 prób rzutów z dystansu zanotował 1 trójkę. Zagrał w sumie w 6 meczach, zdobył 18 punktów (3/10 z gry i 3/23 za 3), a jego średni ewal na mecz wyniósł -1,2. 7 maja 2025 zagrał ostatni mecz w PGE Spójni Stargard, która po przegranej z Dzikami Warszawa została zdegradowana do I ligi. Isaiah Ross był jednym z najsłabszych obcokrajowców w historii klubu ze Stargardu. Jego agentem jest George Drakakis. 